# Édouard Schloesing
Édouard Schloesing (26 décembre 1916 à Paris 17e - 1er juin 1999 à Paris 1er) est un homme politique français.

## Biographie
Il est député de Lot-et-Garonne de 1962 à 1978.